# Vile (Portugal)
Pour les articles homonymes, voir Vile.
Vile est une paroisse civile portugaise (en portugais : freguesia) de la municipalité de Caminha dans le district de Viana do Castelo.

## Géographie
Vile est située entre Vila Praia de Âncora à l'ouest et Riba de Âncora à l'est. Son territoire est également limitrophe de Venade e Azevedo au nord.

## Histoire
Avec le village d'Azevedo, Vile fait à l'origine partie de la paroisse de São Pedro de Varães, dont elle devient indépendante au XVIIe siècle.

## Démographie
Lors du recensement de 2021, Vile compte 288 habitants. C'est alors la deuxième paroisse la moins peuplée de la municipalité de Caminha, derrière Arga (Baixo, Cima e São João) et ses 159 habitants.